# ويليام سولومون
ويليام سولومون (23 أبريل 1872 في جنوب أفريقيا - 12 يوليو 1964) (بالإنجليزية: William Solomon)‏ هو لاعب كريكت جنوب أفريقي. شارك مع منتخب جنوب أفريقيا الوطني للكريكت. أما مع النوادي، فقد لعب مع Eastern Province (cricket team) ‏ وGauteng (cricket team) ‏.

## وصلات خارجية
- ويليام سولومون على موقع إي آس بي آن كريك إنفو (الإنجليزية)